# San Damiano al Colle
San Damiano al Colle – miejscowość i gmina we Włoszech, w regionie Lombardia, w prowincji Pawia.
Według danych na rok 2004 gminę zamieszkuje 727 osób, 121,2 os./km².